# Seest Kirke
Seest Kirke är en kyrka som ligger i stadsdelen Seest i sydvästra delen av Kolding.

## Kyrkobyggnaden
Kyrkan uppfördes i romansk stil omkring år 1200 och bestod av långhus med smalare kor i öster som avslutades med en absid. Under senmedeltiden uppfördes ett kyrktorn i väster. Ett vapenhus vid södra sidan tillkom på senmedeltiden men revs vid mitten av 1800-talet. Absiden revs i ett tidigt stadium, förmodligen på medeltiden. Nuvarande raka korgavel av små tegelstenar tillkom 1847.

## Inventarier
- Dopfunten av röd granit har medeltida ursprung. Funten består av en cylindrisk cuppa som vilar på en fyrkantig fot.
- Altaruppsatsen är tillverkad 1594 och har målningar från 1847 och 1902.
- Nuvarande predikstol är byggd 1663.
- I korbågen finns ett krucifix som är byggt 1763 och består av en 139 cm hög kristusfigur som är fastsatt på ett 200 cm högt kors.
- Orgeln med ursprungligen sex stämmor är byggd 1964 av Frederiksborgs Orgelbyggeri, Hillerød. 1980 restaurerades orgeln och försågs med en extra stämma.